# Barry & Eileen
Barry & Eileen is een Brits popduo dat populair was van 1975 tot 1980. Het is vooral bekend van de hit If you go.

## Biografie
Barry Corbett en Eileen ontmoetten elkaar in 1963. Het jaar erop trouwden ze en begonnen ze op te treden als duo. Hoewel Barry voor zijn huwelijk ook al in bandjes speelde, wist het duo niet door te breken in de muziek. Dat kwam mede doordat Barry voor het Engelse leger actief was en zodoende vaak moest verhuizen. In 1974 kwamen Barry, Eileen en hun twee kinderen in België terecht en werden daar ontdekt door toenmalig DECCA producer Roland Uyttendaele.
Barry & Eileen braken in 1975 door met If you go, een Engelse vertaling van het nummer Tu t'en vas van Alain Barrière en Noëlle Cordier, dat destijds een hit was in Frankrijk. Zowel in Nederland als in Vlaanderen werd de single een nummer 1-hit. Later dat jaar volgde de single Bad times dat ook in beide landen een hit werd. Barry maakte dat jaar ook soloplaten, maar die bleven onopgemerkt.
Vervolgens duurde het tot 1978 tot ze een hit scoorden met het door Barry zelf geschreven Summerwine; in Nederland volgde nog Ibiza. Daarna verdween het duo in de anonimiteit. Barry Corbett overleed op 21 januari 2023 in het Britse Harrogate. Hij werd 81.

## Bezetting
- Barry Corbett
- Eileen Corbett

## Discografie

### Albums
| Album met eventuele hitnotering(en) in de Nederlandse Album Top 100 | Datum van verschijnen | Datum van binnenkomst | Hoogste positie | Aantal weken | Opmerkingen |
| ------------------------------------------------------------------- | --------------------- | --------------------- | --------------- | ------------ | ----------- |
| If you go                                                           |                       | 15-11-1975            | 28              | 5            |             |
| Barry & Eileen                                                      |                       | 26-7-1980             | 17              | 13           |             |
| The very best of                                                    |                       | 1991                  |                 |              |             |

### Singles
| Single met eventuele hitnotering(en) in de Nederlandse Top 40 | Datum van verschijnen | Datum van binnenkomst | Hoogste positie | Aantal weken | Opmerkingen                   |
| ------------------------------------------------------------- | --------------------- | --------------------- | --------------- | ------------ | ----------------------------- |
| If you go                                                     |                       | 31-5-1975             | 1               | 13           | #1 in de Nationale Hitparade  |
| Bad times                                                     |                       | 8-11-1975             | 10              | 7            | #10 in de Nationale Hitparade |
| Summerwine                                                    |                       | 29-7-1978             | 12              | 9            | #12 in de Nationale Hitparade |
| Ibiza                                                         |                       | 19-7-1980             | 21              | 6            | #22 in de Nationale Hitparade |

| Single met hitnotering(en) in de Vlaamse Ultratop 50 | Datum van verschijnen | Datum van binnenkomst | Hoogste positie | Aantal weken | Opmerkingen      |
| ---------------------------------------------------- | --------------------- | --------------------- | --------------- | ------------ | ---------------- |
| If you go                                            |                       | 1975                  | 1               |              | in de BRT Top 30 |
| Bad times                                            |                       | 1975                  | 5               |              | in de BRT Top 30 |
| Summerwine                                           |                       | 1978                  | 5               |              | in de BRT Top 30 |

### NPO Radio 2 Top 2000
| Nummer met noteringen in de NPO Radio 2 Top 2000 | '99  | '00  | '01  | '02  | '03  | '04  | '05  | '06 | '07  | '08  |
| ------------------------------------------------ | ---- | ---- | ---- | ---- | ---- | ---- | ---- | --- | ---- | ---- |
| If You Go                                        | 1657 | 1557 | 1602 | 1684 | 1898 | 1714 | 1751 | -   | 1828 | 1934 |

1. ↑  Een '-' betekent dat het nummer niet was genoteerd en een vetgedrukt getal geeft de hoogste notering aan.
2. ↑  Deze tabel is bijgewerkt tot en met de meest recente editie (2024).